# توني ليونارد
توني ليونارد (بالإنجليزية: Tony Leonard)‏ هو لاعب كرة قدم أمريكية أمريكي، ولد في 28 فبراير 1953 في ريتشموند في الولايات المتحدة.